# João Manuel Nabeiro
João Manuel Nabeiro (Campo Maior, 21 de junho de 1954) é um empresário português e presidente do Sporting Clube Campomaiorense.

## Biografia
Filho do Comendador Rui Nabeiro e pai de Rui Miguel Nabeiro, atual presidente da empresa Delta Cafés e Rita Nabeiro, João Manuel Nabeiro tem um percurso profissional de mais de 35 anos de experiência em funções executivas dentro e fora do Grupo Delta Cafés . Casado com Amélia Nabeiro, é pai de Rui Miguel Nabeiro e Rita Nabeiro.
Com competências nas áreas da Gestão, Marketing, Comercial e Liderança, a sua carreira profissional começa em 1975, quando assume a Direcção Comercial do Departamento de Lisboa da Manuel Rui Azinhais Nabeiro, LDA. Cinco anos depois, assume a Direcção Comercial Nacional da empresa e em 1983 torna-se Sócio-Gerente. Em 1986 torna-se Administrador da NovaDelta, Cafés de Espanha e no ano seguinte assume a mesma posição na NovaDelta, Comercio e Industria de Cafés, SA .
Em 1990 assume a presidência da Assembleia do Sporting Clube Campomaiorense. 
Três anos mais tarde assume o cargo de Administrador da Delta Cafés Madeira - Comercio de Cafés, SA e em 1996 torna-se membro do Conselho de Administração da NabeiroGest - Sociedade Gestora de Participações Sociais. 
Em 1997 torna-se sócio-gerente da Nabeirotrans e no ano seguinte, assume a mesma posição na Toldiconfex. Também em 1998 João Manuel Nabeiro passa a assumir as funções de administrador da Seatur - Sociedade Empreendedora de Agricultura e Turismo, SA. 
Em 2001 assume a Presidência da Assembleia Geral do Lusitano de Évora e em 2002 torna-se membro do Conselho de Administração da Delta Cafés SGPS.